# Conoy Township
Conoy Township est un township situé au nord-ouest du comté de Lancaster, en Pennsylvanie, aux États-Unis,. En 2010, il comptait une population de 3 194 habitants.

## Démographie
Lors du recensement de 2010, le township comptait une population de 3 194 habitants. Elle est estimée, en 2018, à 6 831 habitants.

### Source de la traduction
- (en) Cet article est partiellement ou en totalité issu de l’article de Wikipédia en anglais intitulé « Conoy Township, Lancaster County, Pennsylvania » (voir la liste des auteurs).